# Russell (Ontario)
Russell es un cantón en los Condado unis de Prescott-Russell.
Tiene una población de 19.598 habitantes de los que el 59% son anglófonos y el 38% francófonos.

## Comunidades
- Embrun
- Marionville
- Pueblo de Russell